# Big X
Big X (jap. ビッグX Biggu ekkusu) – manga autorstwa Osamu Tezuki, publikowana na łamach magazynu „Shōnen Book” od listopada 1963 do lutego 1966. Serial anime na jej podstawie, który był pierwszym dziełem studia Tokyo Movie, jest obecnie uznawany za zaginiony – wiadomo, że przetrwały jedynie odcinki 1, 11–12, 14 oraz 40–59.

## Fabuła
Zaproszony do nazistowskich Niemiec podczas II wojny światowej, dr Asagumo zostaje poproszony przez Hitlera o współpracę przy badaniach nad nową bronią o nazwie „Big X”. Zaniepokojony możliwymi skutkami działania tej broni, dr Asagumo celowo opóźnia postęp badań, spiskując ze swoim współpracownikiem, dr. Engelem. Tuż przed klęską Niemiec z rąk aliantów, dr Asagumo zostaje zastrzelony przez niemiecką armię, jednak wcześniej udaje mu się wszczepić swojemu synowi Shigeru kartę z sekretem Big X. Organizacja podająca się za sojuszników nazistów pojawia się, kradnie kartę Shigeru, który obecnie mieszka w Tokio, i kończy projekt Big X – okazuje się, że jest to lek zdolny do nieskończonego powiększania ludzkiego ciała. Wnuk dr. Engela dołącza do Sojuszu Nazistowskiego. Po odzyskaniu Big X z rąk wroga, syn Shigeru – Akira – bez wahania staje do walki z Sojuszem Nazistowskim i Hansem Engelem, którzy planują podbić świat.

## Bohaterowie
- Big X

Seiyū: Akira Shimada 
- Nina

Seiyū: Fuyumi Shiraishi 
- Dr Hanamaru

Seiyū: Ichirō Nagai 
- Hans Engel

Seiyū: Keiko Yamamoto 
- Akira Asagumo

Seiyū: Yoshiko Ōta 

## Odbiór
Mangaka Katsuhiro Ōtomo uznał Big X za jedną ze swoich ulubionych mang Tezuki.